# Marilyn Solaya
Marilyn Solaya (La Habana, 6 de agosto de 1970) es una actriz, guionista, productora y directora cubana. 

## Trayectoria
Solaya estudió en el Instituto Superior de Arte de Cuba la Licenciatura en Arte de los Medios de Comunicación Audiovisuales con la especialidad de Dirección.
Comenzó su carrera cinematográfica como actriz en 1993 en la película Fresa y Chocolate con el personaje de Vivian. Entre 1992 y 1993 trabajó como asistente de dirección para la televisión en series dramatizadas y de 1992 a 1994 en el Centro Nacional de Experimentación y Promoción de las Escuelas de Arte.
Posteriormente participó en diversas coproducciones con el Instituto Cubano del Arte e Industria Cinematográfica y en cortometrajes de la Escuela Internacional de Cine y Televisión de San Antonio de los Baños.

## Obras

### Directora
- Show Room (1996)

- Alegrías (1999)

- Hasta que la muerte nos separe (2001)

- Mírame mi amor (2002)

- Retamar (2004)

- En el cuerpo equivocado (2010)

- Vestido de novia (2014)

- En busca de un espacio (2019)

### Guionista
- Show Room (1996)

- Alegrías (1999)

- Hasta que la muerte nos separe (2001)

- Mírame mi amor (2002)

- Vestido de novia (2014)

- En busca de un espacio (2019)

### Actriz
- Fresa y chocolate (1993)

- Despabílate amor (1996)

- Sensibile (1998)

- Resonancias (1998)

- Omerta III La ley del silencio (1998)

### Productora
- Show Room (1996)

- Alegrías (1999)

- En busca de un espacio (2019)

## Premios y reconocimientos
| Película                       | Año       | Festival / Institución | Premio                                                                            | Resultado        |
| ------------------------------ | --------- | --- | --------------------------------------------------------------------------------- | ---------------- |
| Hasta que la muerte nos separe | 2002      | Unión de Escritores y Artistas de Cuba | Premio Caracol Mejor Documental                                                   | Ganadora         |
| Hasta que la muerte nos separe | 2002      | Muestra de Nuevos Realizadores. ICAIC | Premio Riesgo y Búsqueda Artísticas                                               | Ganadora         |
| Hasta que la muerte nos separe | 2005      | Festival Nacional y Muestra Internacional de Cortometrajes FENACO, Perú | Mejor Documental Internacional                                                    | Ganadora         |
| En el cuerpo equivocado        | 2009/2010 | DocTV Latinoamérica | Programa de fomento a la producción y teledifusión del documental latinoamericano | Ganadora         |
| En el cuerpo equivocado        | 2011      | Festival Internacional de Cine Invisible 'Film Sozialak' Bilbao | Mejor Largometraje                                                                | Mención Especial |
| En el cuerpo equivocado        | 2011      | Unión de Escritores y Artistas de Cuba | Premio Caracol Mejor Dirección                                                    | Ganadora         |
| En el cuerpo equivocado        | 2011      | Festival Internacional de Cine Invisible 'Film Sozialak' Bilbao | Premio Mejor Largometraje de Cine Invisible                                       | Mención Especial |
| En el cuerpo equivocado        | 2011      | Festival Internacional de Documentales "Santiago Álvarez in Memoriam" | Mejor Documental                                                                  | Ganadora         |
| Vestido de novia               | 2006      | Fondo de Fomento al Audiovisual de Centroamérica y Cuba | Premio Cinergia para Desarrollo de Proyecto                                       | Ganadora         |
| Vestido de novia               | 2013      | 35 Festival Internacional del Nuevo Cine Latinoamericano | Premio de Posproducción ‘Nuestra América Primera Copia’                           | Ganadora         |
| Vestido de novia               | 2014      | 36 Festival Internacional del Nuevo Cine Latinoamericano | Mención de Honor categoría Ópera Prima                                            | Ganadora         |
| Vestido de novia               | 2014      | 36 Festival Internacional del Nuevo Cine Latinoamericano | Premio de la Popularidad                                                          | Ganadora         |
| Vestido de novia               | 2014      | Centro Memorial Martin Luther King, colateral al 36 Festival Internacional del Nuevo Cine Latinoamericano                                                                          | Premio Caminos                                                                    | Ganadora         |
| Vestido de novia               | 2014      | Red de Realizadoras Cubanas, colateral al 36 Festival Internacional del Nuevo Cine Latinoamericano                                                                                 | Premio Sara Gómez                                                                 | Ganadora         |
| Vestido de novia               | 2014      | Portal del Cine y el Audiovisual Latinoamericano y Caribeño, de la Fundación del Nuevo Cine Latinoamericano, colateral al 36 Festival Internacional del Nuevo Cine Latinoamericano | Premio Cibervoto Ópera Prima                                                      | Ganadora         |
| Vestido de novia               | 2015      | HFFNY Havana Film Festival in NY | Mejor actriz (Isabel Santos)                                                      | Ganadora         |
| Vestido de novia               | 2015      | Festival de Málaga | Premio del Público                                                                | Ganadora         |
| Vestido de novia               | 2015      | Torino Gay and Lesbian Film Festival | Premio del Público                                                                | Ganadora         |
| Vestido de novia               | 2015      | Sistema de las Naciones Unidas en Cuba | Premio Únete                                                                      | Ganadora         |
| Vestido de novia               | 2015      | Festival Internacional de Cine Invisible 'Film Sozialak' Bilbao | Mejor obra realizada por una mujer                                                | Ganadora         |
| Vestido de novia               | 2015      | Festival Internacional de Cine Invisible 'Film Sozialak' Bilbao | Premio del Público                                                                | Ganadora         |
| Vestido de novia               | 2015      | Festival Internacional de Cine LGBT de Santo Domingo OUTFEST | Mejor película                                                                    | Ganadora         |
| Vestido de novia               | 2016      | Premios Goya | Mejor película iberoamericana                                                     | Nominada         |